# 阿伯蒂斯基建公司
阿伯蒂斯基建公司（Abertis Infraestructuras, S.A.，西班牙語發音：[aˈβertis imfɾaestɾukˈtuɾas]）是總部位於西班牙馬德里的一家綜合企業。管理著歐洲6,713千米長的高速公路、收費站、停車場及多家機場。此外還擁有多家電視臺和廣播。
其26%的股份由ACS集團持有，Criteria CaixaCorp更持有將近29%。

## 歷史
2003年4月，Acesa Infraestructures（1967年成立時叫做Autopistas Conceionaria Española S.A.）與Aurea Concessiones de Infraestructures（1971年成立時叫做Autopistas de Mare Nostru）合併形成阿伯蒂斯。
同年12月收購西班牙大型電視機廣播傳送企業Retevision。
2004年6月，阿伯蒂斯收購西班牙收費公路運營者Iberpistas。
2005年1月，收購英國機場運營者TBI plc。

## 外部連結
- 官方网站